# Togal-Werk
Die Togal-Werk AG (Eigenschreibweise TOGAL-Werk) war ein Pharmaunternehmen mit Sitz in München und bestand bis 2020. Das Unternehmen wurde 1914 in München-Bogenhausen gegründet, um die Togal-Tablette, später Togal Classic genannt, herzustellen und zu vermarkten. Der Markenname Togal ist heute Eigentum der Kyberg Pharma Vertriebs-GmbH in Oberhaching, im südlichen Landkreis München.

## Geschichte
Das Unternehmen wurde im Jahr 1914 als Kontor Pharmacia M. Schmidt & Co. KG durch Gerhard F. Schmidt für das souveräne Schmerzmittel Togal gegründet.
Um 1918 bezog das Unternehmen das Gebäude Törringstraße 10 in München-Bogenhausen, 1920 wurde Togal in über 30 Länder geliefert, aus dem „Kontor“ wurde endgültig eine Fabrik. Seit 1925 besteht die Togal-Werk SA, mit Sitz in Lugano in der Schweiz. Im Jahr 1950 hatte das Unternehmen über 100 Mitarbeiter. Günther J. Schmidt übernahm 1960 die Geschäfte von seinem Vater; er starb im Dezember 2009.
Mit den 1938 eingeführten efasit-Produkten wurde das Unternehmen im Jahr 1980 Marktführer im Bereich Fußpflege. Vorstand der Togal-Werk AG in den 1980er Jahren war Claus Hahlbohm (* 1927). Im Jahr 2008 geriet die Togal-Werk SA durch Missmanagement zweier damaliger Vorstände in Turbulenzen. Nachdem Günther J. Schmidt die Mehrheit der Aktien 2009 an die Beteiligungsgesellschaft KHW des Münchener Anwalts Karl-Heinz Weiss abgegeben hatte, wurde das Unternehmen grundlegend reorganisiert. Der Sitz der Unternehmensverwaltung war ab 2011 in den Fünf Höfen in der Münchner Innenstadt. Das Unternehmen firmiert seit März 2021 als TW Beteiligungen GmbH lediglich noch zur Verwaltung der Vermögenswerte und der Verpflichtungen gegenüber den ehemaligen Beschäftigten.

## Produkte
Unter dem Markennamen Togal werden Schmerzmittel als rezeptfreie Arzneimittel vertrieben. 2011 wurde das Produkt „Togal classic“ vom Markt genommen, es enthielt die Wirkstoffe Acetylsalicylsäure (vornehmlich bekannt als der Wirkstoff in Aspirin), Chinin und Lithiumcitrat. Die heute von der Kyberg Pharma Vertriebs-GmbH angebotenen Tabletten „Togal Classic Duo“ enthalten Acetylsalicylsäure und Paracetamol, die „Togal Kopfschmerzbrause + Vitamin C“ enthält Acetylsalicylsäure, Ascorbinsäure und Coffein. Des Weiteren befinden sich im Produktportfolio efasit-Fußpflegeprodukte sowie flint-Sprühpflaster.

## Gebäude
Die Bauten des Werks waren in charakteristischer roter Farbe gestrichen, die Architektur in traditionellem Stil gehalten, überwiegend mit Walmdächern. Nach der Veräußerung der Bogenhausener Liegenschaft an die Bayerische Hausbau Ende 2009, und dem darauffolgenden Abriss des Großteils des Werks bis auf das unter Denkmalschutz stehende ehemalige Gasthaus vom 4. Quartal 2013 bis 1. Quartal 2014 errichtete die Bayerische Hausbau unter dem Projektnamen Logat (als Anagramm zu Togal) bis 2017 insgesamt 52 Wohneinheiten und Büroflächen auf dem Grundstück. Die denkmalgeschützte ehemalige Betz'sche Gastwirtschaft an der Törringstraße, erbaut 1899–1900 von den Münchner Architekten Paul Pfann und Günther Blumentritt in neobarockem Stil, wurde unter Rückbau späterer Veränderungen restauriert; außerdem ist der bauzeitliche, ebenfalls denkmalgeschützte St.-Georg-Brunnen von den Bildhauern Heinrich Düll und Georg Pezold im ehemaligen Biergarten der Gastwirtschaft erhalten. Heute kann der öffentlich zugängliche, begrünte Innenhof mit dem Brunnen wieder besichtigt werden.

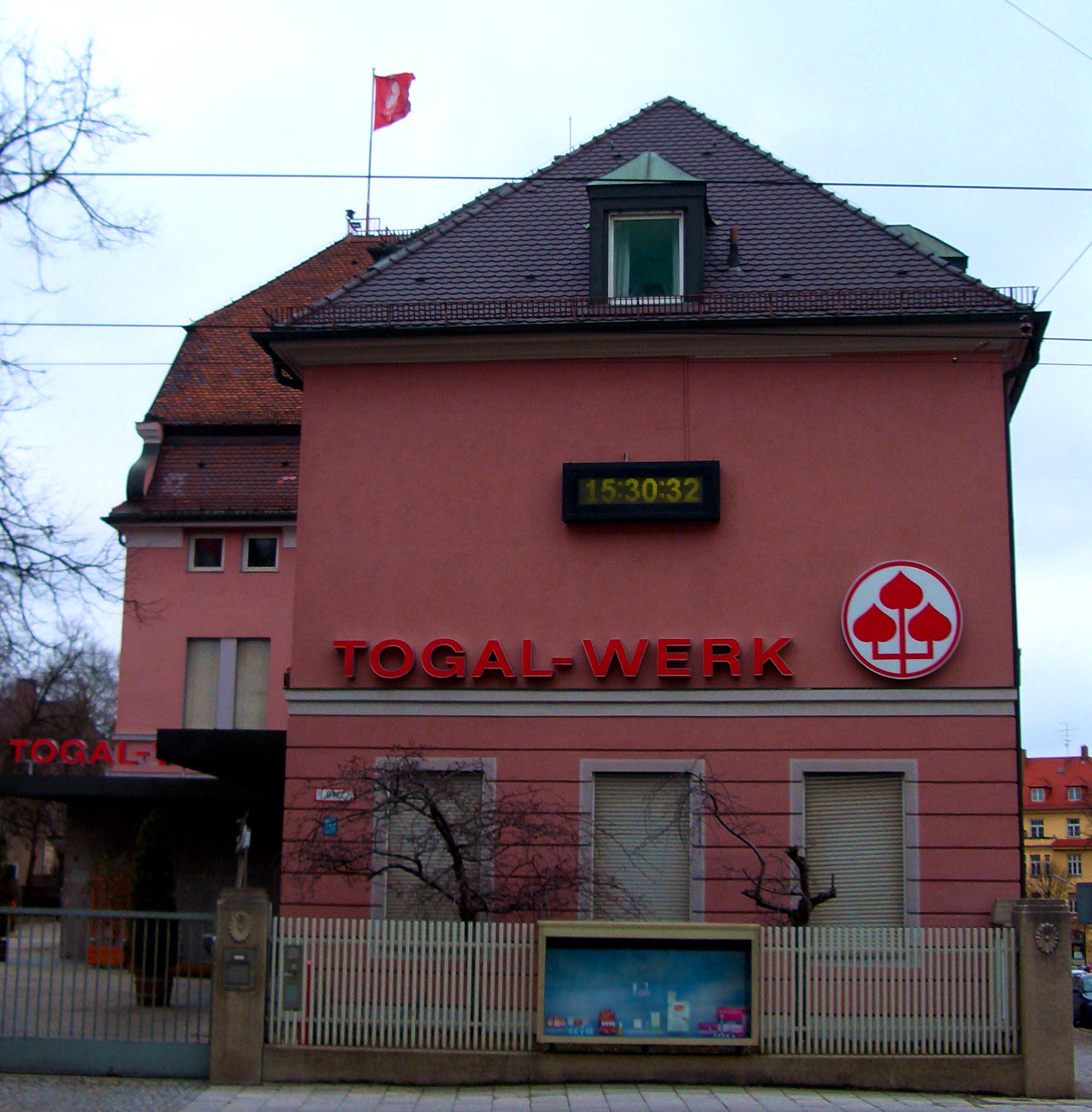
Pforte an der Ismaninger Straße (2009; abgebrochen)
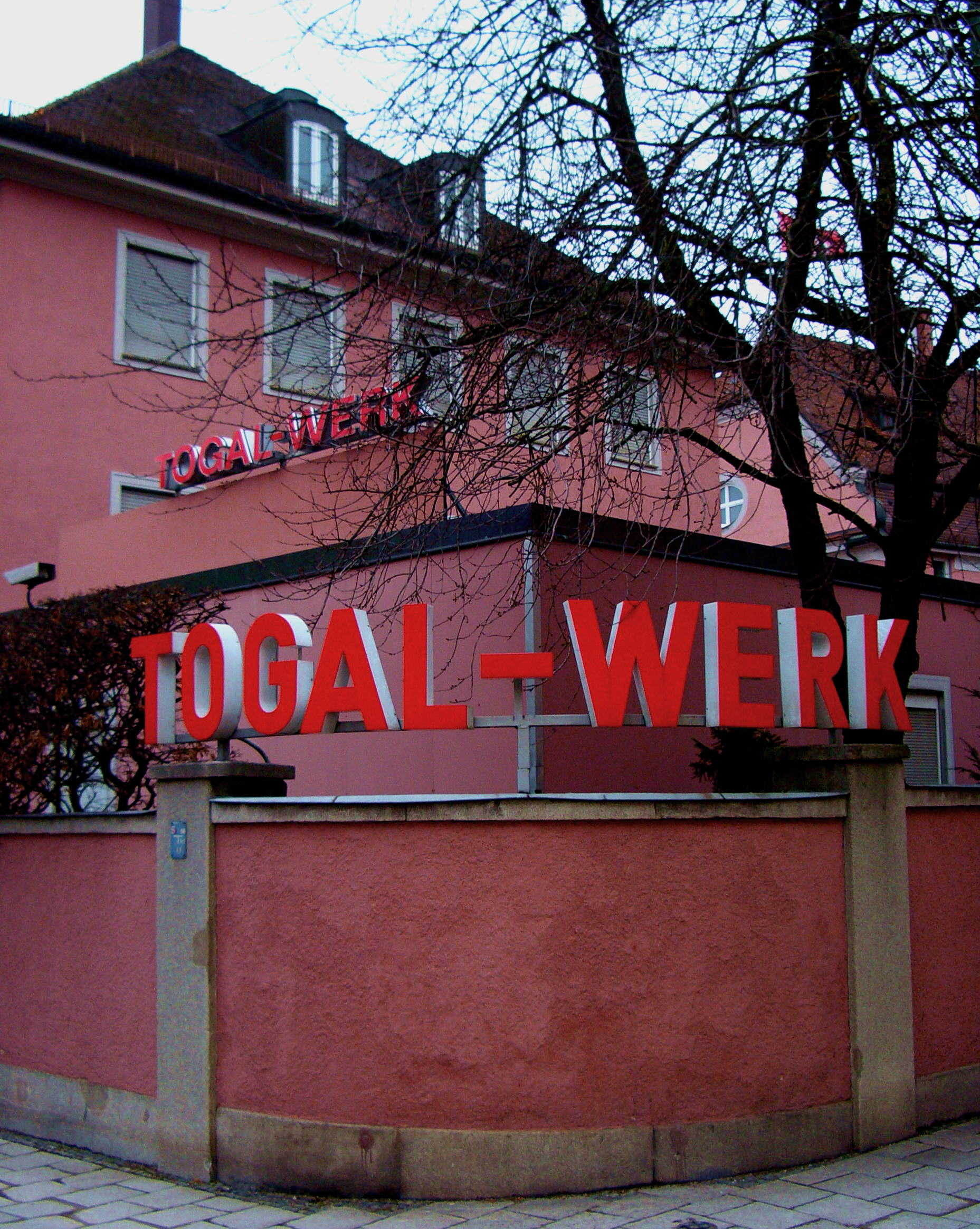
Südflügel an der Ismaninger Straße (2009; abgebrochen)
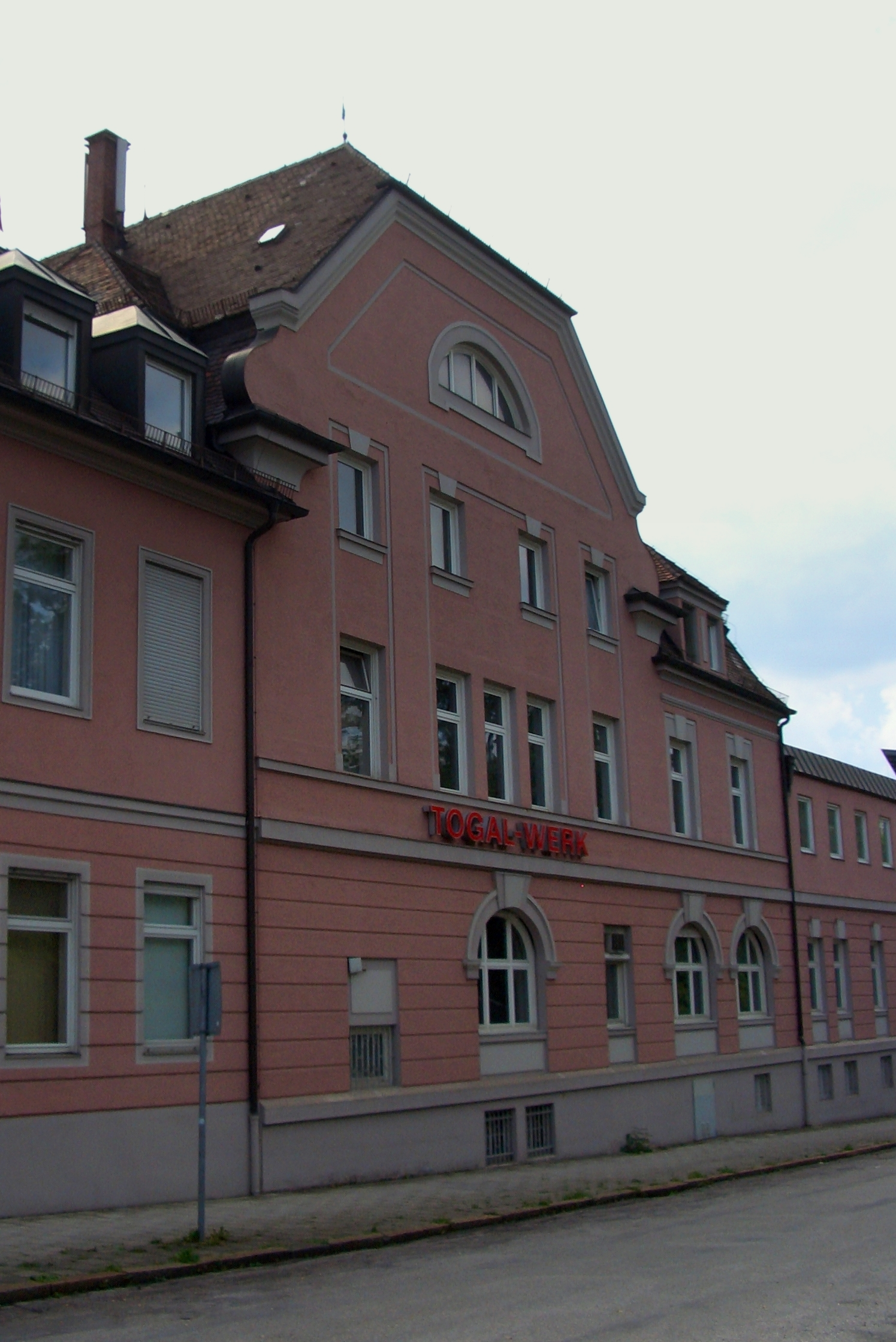
Ehemalige Gastwirtschaft an der Törringstraße (2009)
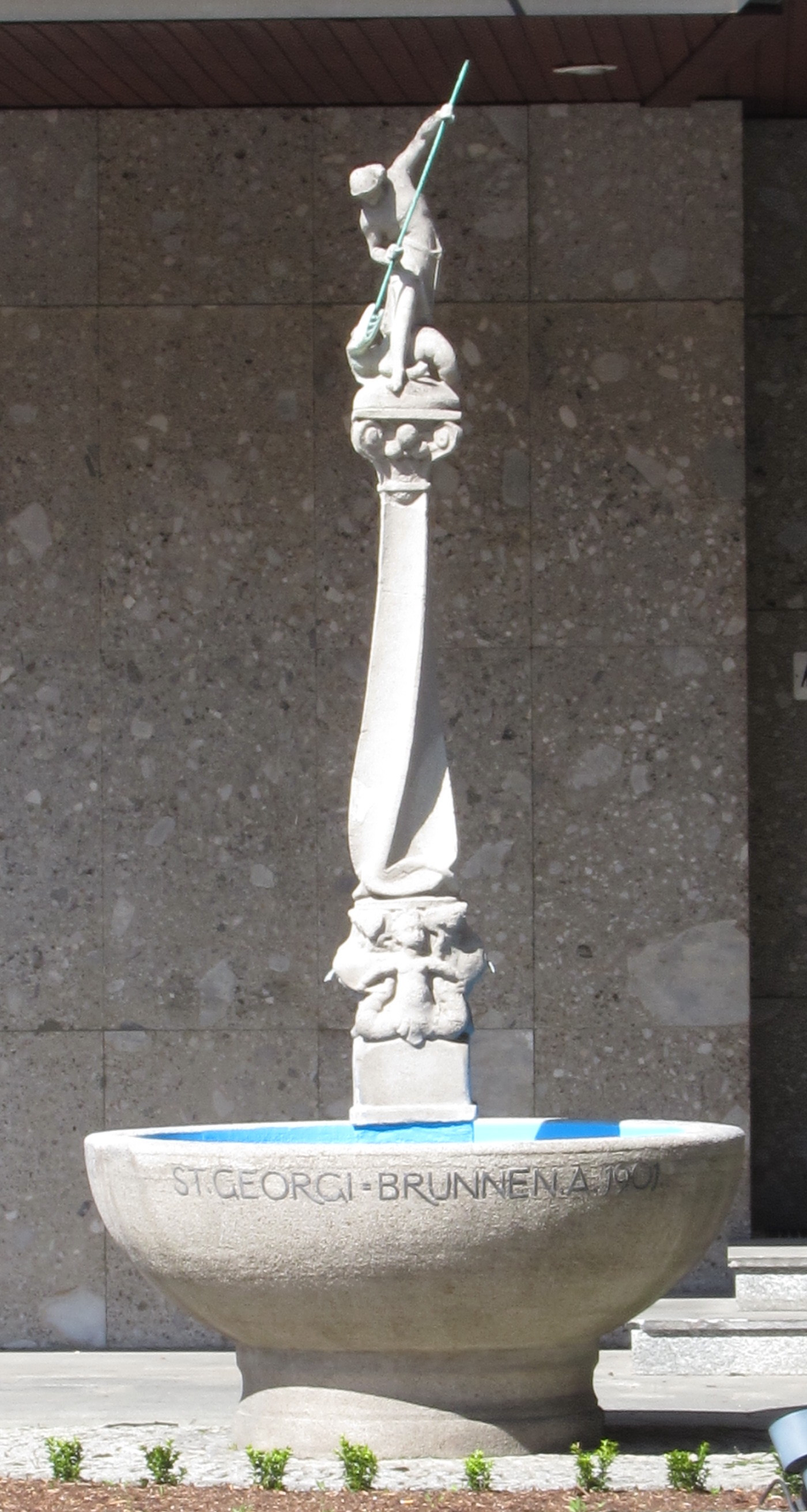
St.-Georgi-Brunnen im Innenhof (2011)